# Verdrag van Brugge (1301)
Het Verdrag van Brugge (1301) was een op 3 juni 1301 afgesloten verdrag over een kleine gebiedsafstand van het Heilig Roomse Rijk aan het koninkrijk Frankrijk. Met name kwam het oostelijk deel van het graafschap Bar, gelegen aan de linkeroever van de Maas (in het Frans: le Barrois mouvant), toe aan de Franse koning. Het oostelijk deel bevatte overigens de grafelijke hoofdplaats Bar, vandaag de gemeente Bar-le-Duc.

## Hoofdspelers
- Filips IV de Schone, koning van Frankrijk. Zijn tweede echtgenote, Johanna, speelde een diplomatieke rol in Brugge.
- Albrecht I, Rooms-Duitse koning. Hij had vooraf mondeling zijn akkoord gegeven en was niet aanwezig in Brugge.
- Hendrik III, graaf van Bar. Als graaf van Bar in het Heilig Roomse Rijk was hij ten strijde getrokken tegen koning Filips IV omwille van diens gebiedsuitbreiding met de Champagne. Hendrik III had zich geallieerd met de Engelse koning Eduard I, zijn schoonvader, en met de Vlaamse graaf Gwijde. In 1297 zette koning Filips Hendrik III gevangen in Brugge. Hendrik III kwam vrij in 1301 dankzij dit verdrag.

## Tekst
Het verdrag was in wezen een vredesverdrag tussen Filips IV en Hendrik III, als twee gelijke vorsten. Het verdrag is vaag over de gebiedsoverdracht en vernoemt zelfs het Heilig Roomse Rijk niet, om de Rooms-Duitse koning niet te bruuskeren. Het stelt dat de graaf van Bar, in volle eigendom van zijn gebied (allodium), leenman werd par-deça la Meuse vers le royaume de France van de Franse koning.